# Église Saint-Julien-de-Brioude de Saint-Julien-les-Villas
L'église Saint-Julien-de-Brioude est une église située à Saint-Julien-les-Villas, en France.

## Description
L'église, en croix latine, est du XVIe et est voutée.

### Mobilier
Un retable du XIXe, œuvre de Jules-Narcisse Cathelin ayant sur le bas-côté sud : la naissance de la Vierge et son mariage ; sur le bas-côté sud : Mort de la Vierge. En son bas-côté nord : saint Joseph charpentier et fuite en Égypte. Une statue de sainte Syre du XVIe et un tableau d'aute représentant l'Assomption qui est du XVIIe.
Il y a aussi un ensemble de statues polychromes du XVIe dont le Christ de Pitié est attribué au Maître de Chaource.

## Localisation
L'église est située sur la commune de Saint-Julien-les-Villas, dans le département français de l'Aube.

## Historique
La cure était du diocèse de Troyes, en la seule collation de l'évêque, elle comprenait aussi la moitié du village de Bréviande et de celui de Villepart. Le curé de Sancey avait le titre de prêtre cardinal. Au début du XVIIe, tous les ornements de l'église avaient été enlevés et les deux cloches fendues lors des troubles en Champagne.
L'édifice est inscrit au titre des monuments historiques en 1981.

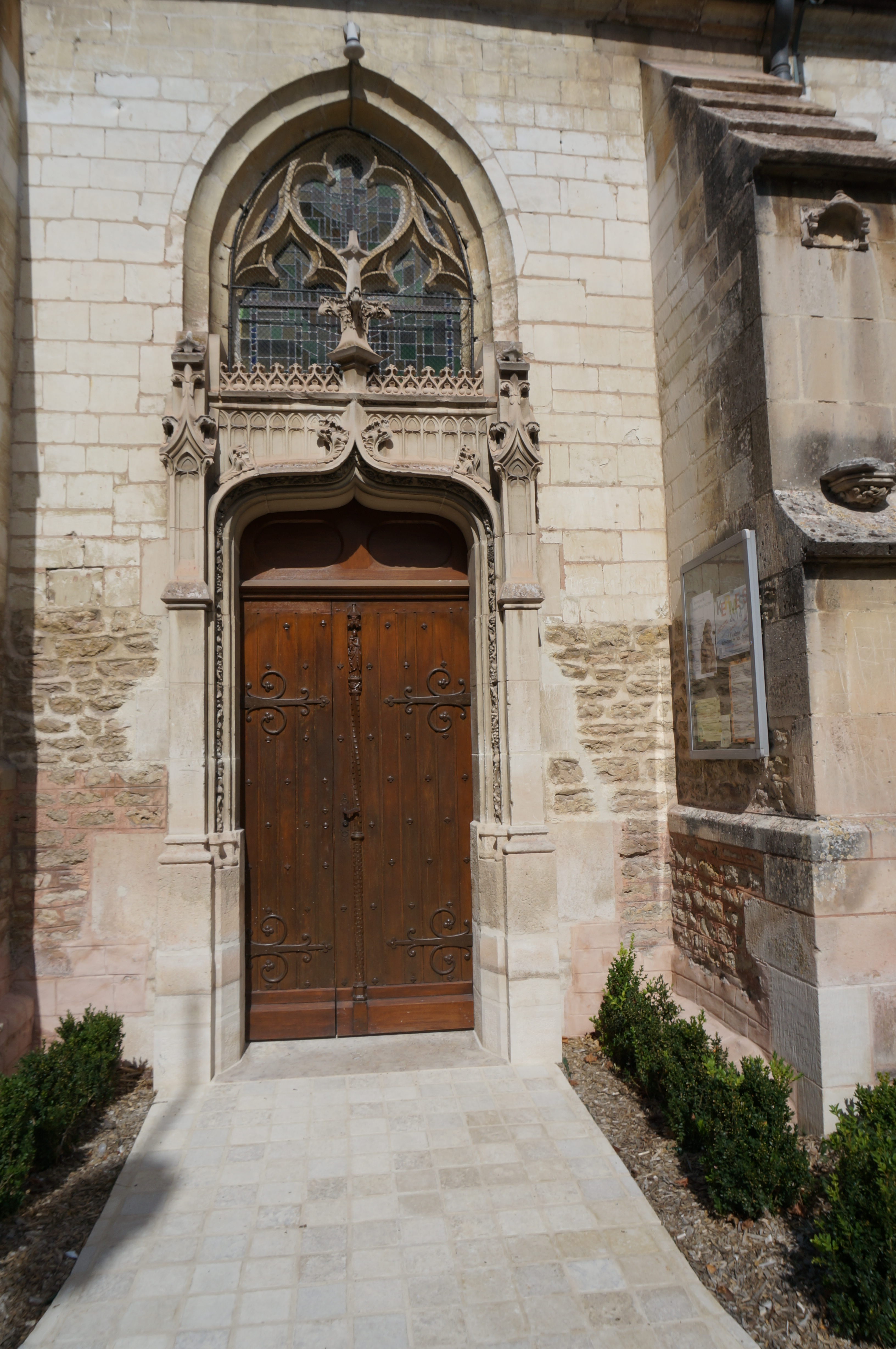
Détail, son portail,
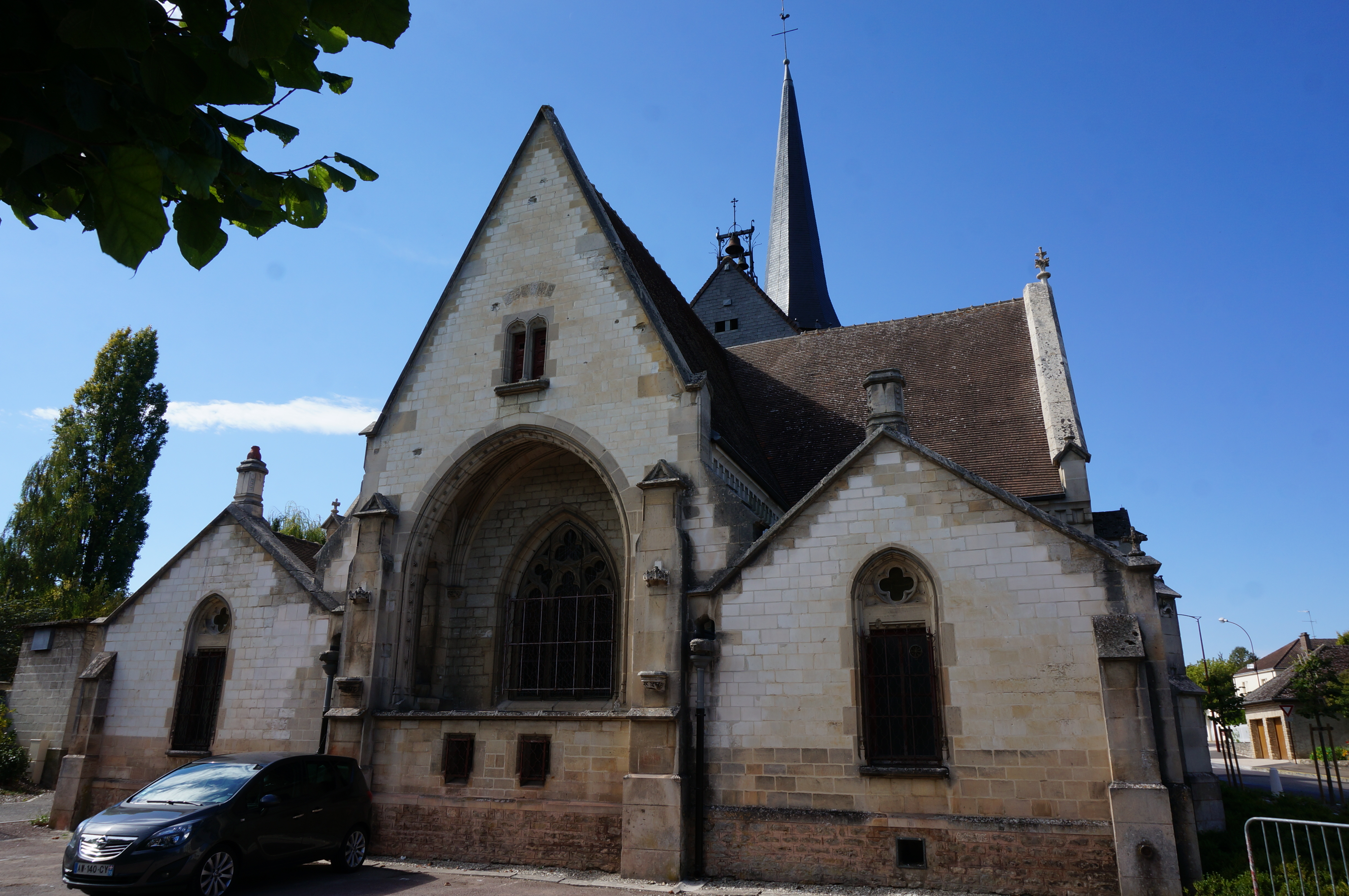
la façade est.